# Soen
Soen ist eine multinationale Rock- und Metal-Supergroup, die 2004 gegründet wurde.

## Geschichte
Die Band wurde im Jahr 2004 von dem Schlagzeuger Martin Lopez (ehemals Opeth, Amon Amarth) und dem Gitarristen Kim Platbarzdis gegründet. Der Name der Band geht auf Lopez zurück, wobei dieser keine Bilder im Kopf der Fans hervorrufen solle, damit man sich vollkommen auf die Musik konzentrieren könne. Pläne für die Gründung einer Band hatten bereits seit 2003 bestanden, allerdings war dies für Lopez durch seine Aktivität bei Opeth zeitlich kaum möglich gewesen. Nachdem er Opeth verlassen hatte, zogen er und Platbarzdis ins Ausland. Dadurch war es beiden nicht möglich, sich weiter Soen zu widmen, weshalb das Projekt bereits kurz nach der Gründung pausierte. Anfang 2010 vervollständigten der Sänger Joel Ekelöf (ex-Willowtree) und der Bassist Steve DiGiorgio (Sadus, Testament, ex-Death, Iced Earth) die Besetzung. Das Debütalbum Cognitive schloss sich im Februar 2012 bei Spinefarm Records an. Der Tonträger war von David Bottrill abgemischt und von João Carvalho gemastert worden. Zu den Liedern Savia und Ideate wurden zudem Musikvideos erstellt. Auf dem zweiten Album Tellurian, das im November 2014 ebenfalls bei Spinefarm Records erschien, ist Stefan Stenberg als Bassist vertreten. Im Juli desselben Jahres spielte die Gruppe auf dem Metaldays Festival im slowenischen Tolmin. 2015 ging es auf eine Europatournee. Im Oktober desselben Jahres spielte die Gruppe zudem auf dem ProgPower Europe.

## Stil
Laut Aapatsos von Prog Archives weist Cognitive Gemeinsamkeiten mit Tool auf. Für Tellurian habe die Band mehr Einflüsse verarbeitet. Zudem gebe sie sich experimenteller und gehe stärker Richtung Alternative-Rock- und -Metal mit merklichen Opeth-Einflüssen. Im Interview mit Thanos von grande-rock.com gab Martin Lopez an, dass er das Grundgerüst der Lieder schreibt, ehe die anderen Mitglieder ihren Teil beitragen würden. Die Gruppe sei durch Tool beeinflusst worden. Matthias Weckmann vom Metal Hammer ordnete die Band dem Progressive Metal zu und umschrieb die Musik als eine Mischung aus Tool, Porcupine Tree und A Perfect Circle. Im Interview mit Weckmann bestätigte Lopez, dass diese Bands Einflüsse von Soen sind. Außerdem schrieb Weckmann, dass die Gruppe Elemente aus der Weltmusik einarbeitet. Eine Ausgabe zuvor hatte Petra Schurer das Album Cognitive rezensiert. Am Anfang des Albums sei die Gruppe noch mit Tool vergleichbar, wobei sie sich hiervon im weiteren Verlauf des Albums abgrenze. Ekelöf sei in den Liedern mehr Erzähler als Sänger. In einer späteren Ausgabe besprach Katrin Riedl das Album Tellurian und zog einen Vergleich zu Anathema, Opeth und Tool. Das Album sei „ein Gebilde melancholischer, düsterer Klänge“. Die Musik sei progressiv und technisch anspruchsvoll, allerdings doch eingängig. Im Vergleich zu etwa Dark-Metal-Alben von Bands wie Ghost Brigade fehle es an Ecken und Kanten.

## Diskografie

### Alben
| Jahr | Titel Musiklabel             | Höchstplatzierung, Gesamtwochen, AuszeichnungChartplatzierungen (Jahr, Titel, Musiklabel, Platzierungen, Wochen, Auszeichnungen, Anmerkungen) | Höchstplatzierung, Gesamtwochen, AuszeichnungChartplatzierungen (Jahr, Titel, Musiklabel, Platzierungen, Wochen, Auszeichnungen, Anmerkungen) | Höchstplatzierung, Gesamtwochen, AuszeichnungChartplatzierungen (Jahr, Titel, Musiklabel, Platzierungen, Wochen, Auszeichnungen, Anmerkungen) | Anmerkungen                             |
| Jahr | Titel Musiklabel             | DE | AT | CH | Anmerkungen                             |
| ---- | ---------------------------- | --- | --- | --- | --------------------------------------- |
| 2012 | Cognitive Spinefarm Records  | — | — | — | Erstveröffentlichung: 15. Februar 2012  |
| 2014 | Tellurian Spinefarm Records  | — | — | — | Erstveröffentlichung: 11. November 2014 |
| 2017 | Lykaia UDR                   | DE72 (1 Wo.)DE | AT52 (1 Wo.)AT | CH66 (1 Wo.)CH | Erstveröffentlichung: 3. Februar 2017   |
| 2019 | Lotus Silver Lining Music    | DE22 (1 Wo.)DE | AT48 (1 Wo.)AT | CH37 (2 Wo.)CH | Erstveröffentlichung: 1. Februar 2019   |
| 2021 | Imperial Silver Lining Music | DE16 (1 Wo.)DE | AT19 (1 Wo.)AT | CH9 (2 Wo.)CH | Erstveröffentlichung: 29. Januar 2021   |
| 2022 | Atlantis Silver Lining Music | DE60 (1 Wo.)DE | — | CH47 (1 Wo.)CH | Erstveröffentlichung: 18. November 2022 |
| 2023 | Memorial Silver Lining Music | DE14 (1 Wo.)DE | AT67 (1 Wo.)AT | CH8 (1 Wo.)CH | Erstveröffentlichung: 1. September 2023 |

### Singles
- 2020: Antagonist
- 2020: Monarch
- 2023: Unbreakable

### Musikvideos
- 2012: Savia
- 2012: Delenda
- 2014: Tabula Rasa
- 2014: The Words
- 2017: Lucidity
- 2017: Opal
- 2018: Rival
- 2018: Martyrs
- 2019: Lotus
- 2019: Covenant
- 2020: Monarch
- 2023: Unbreakable